# Leis valérias e pórcias
As leis valérias e pórcias foram leis da Roma Antiga passadas entre 509 a.C., ano da fundação da República Romana, e 184 a.C.. Elas livraram os cidadãos romanos de formas de punição degradantes ou vergonhosas, como a flagelação ou a crucificação. Elas também estabeleceram certos direitos para os cidadãos romanos, incluindo o provocatio ad populum, o direito de apelar aos tribunos da plebe. A Lei Valéria também tornou legal assassinar qualquer cidadão que estivesse tramando para criar uma tirania. Esta cláusula em especial foi utilizada muitas vezes, a mais importante delas para justificar o assassinato de Júlio César.

## Leis Valérias
As Leis Valérias (em latim: "Legges Valeriae Publicolae") foram aprovadas por Públio Valério Publícola em 509 a.C. e permitiam que um cidadão romano, condenado por um magistrado à morte ou flagelação, tivesse o direito de apelar ao povo (em latim: provocatio ad populum), ou seja, ao conjunto formado por senadores, patrícios e plebeus. Desta forma, os cônsules não tinham mais o poder de condenar cidadãos romanos à morte sem o consentimento do povo. A Lei Valéria retirou, portanto, dos cônsules o poder de punir os crimes, abolindo desta forma os vestígios que ainda existiam no governo romano do poder sem limites que era uma das prerrogativas dos reis tarquínios.
Apesar disto, estas leis não vigoraram uniformemente pelos quinhentos anos da República. De fato, Lívio afirma que uma Lei Valéria foi proposta novamente, pela terceira vez, em 299 a.C.. Andrew Lintott propõe que o efeito desta terceira Lei Valéria era regularizar o "provocatio" (em latim: Lex Valeria de provocatio): as apelações ao povo já eram um fato da vida com o qual os magistrados tinham que lidar antes da lei, mas a partir de então, o magistrados receberam ordens para deixar as decisões ao povo nos casos capitais. Lívio nota que, nos três casos, as leis foram propostas por membros da gente Valéria. Além disto, Lívio nota que se um magistrado desrespeitasse uma Lei Valéria, sua única reprovação seria que seu ato seria considerado ilegal e mal-intencionado. Isto implica que as Leis Valérias não eram tão efetivas na defesa da plebe.

## Leis Pórcias
As Leis Pórcias (em latim: Leges Porciae) foram três leis romanas que ampliaram os direitos da Lei Valéria. Elas foram todas apresentadas por membros da gente Pórcia no início do século II a.C.. Elas acabaram com a execução sumária de cidadãos na zona rual e nas províncias e criaram a possibilidade de um cidadão se salvar de uma sentença de morte por exílio voluntário.
Contudo, elas parecem não ter sido efetivas na proteção dos cidadãos contra a vara do centurião, pois Tácito menciona que surras severas continuaram a ocorrer até a época do Principado.

### Lex Porcia I
A Lex Porcia I (em latim: Lex de Porcia capita civium) foi proposta pelo tribuno da plebe Públio Pórcio Leca em 199 a.C. e estendeu o direito de provocatio para mais mil passos fora da cidade de Roma, para os cidadãos romanos nas províncias romanas e para os soldados romanos. Até aquela época, é provável que as autoridades locais tivessem um poder sem limites de coercitio.

### Lex Porcia II
A Lex Porcia II (em latim: Lex de Porcia de tergo civium) foi proposta por Catão, o Velho, um dos cônsules de 195 a.C. e ampliava o direito de provocatio contra flagelações.

### Lex Porcia III
A Lex Porcia III foi provavelmente proposta por Lúcio Pórcio Licino, um dos cônsules em 184 a.C., e previu uma dura sanção (provavelmente a morte) contra os magistrados que se recusassem a conceder o provocatio.

## Outras leis
Outra lei foi aprovada com a intenção de proteger os cidadãos contra punições severas do estado, a Lex Julia de vi publica, aprovada por volta de 50 a.C.. Apesar disto, esta lei, para todos os fins práticos, ela seria apenas uma reedição do direito de apelação das leis anteriores.

## Violação
Esta santidade da pessoa do cidadão romano era muito estimada pelos romanos e, por isso, qualquer violação das leis valérias e pórcias era considerada quase como um sacrilégio. O discurso de Cícero, em seu processo contra Caio Verres, indica o alto teor emocional contra este crime. Verres, que era governador da Sicília (73–70 a.C.), mandou assassinar vários cidadãos romanos de forma cruel e acabou sendo julgado pelos senadores em Roma por acusações de extorsão.